# Rosanna
«Rosanna» es una  canción escrita por David Paich e interpretada por la banda estadounidense de rock Toto, lanzada como el primer sencillo y primera canción de su cuarto álbum de estudio Toto IV (1982). La canción rápidamente se colocó en el #2 en Billboard Hot durante 6 semanas y vendió más de 2 millones de copias en Estados Unidos. El éxito los llevó a ser nominados a varios Grammys en 1983, de los cuales ganaron seis premios Grammy. Con el álbum Toto IV obtuvieron el Grammy al álbum del año. El sencillo "Rosanna"  fue certificado platino por las ventas y ganó dos Grammys, a la  
grabación del año y al mejor arreglo de acompañamiento para vocalista(s). La canción fue cantada por Steve Lukather & Bobby Kimball. 
Se dice que esta canción es un tributo a Rosanna Arquette (actriz estadounidense), de quien Steve Porcaro fue pareja.

## Personal
- Steve Lukather: voz principal y coros, guitarra eléctrica
- David Paich: sintetizadores, piano, órgano y coros
- Bobby Kimball: voz principal y coros
- Steve Porcaro: sintetizadores
- David Hungate: bajo
- Jeff Porcaro: batería

### personal adicional
- Lenny Castro - congas y pandereta
- Tom Scott - saxofón
- Jim Horn - saxofón
- Gary Grant - trompeta
- Jerry Hey - trompeta
- James Pankow - trombón
- Tom Kelly - coros

## Lista de canciones
| N.º  | Título           | Escritor(es)  | Duración |  |
| 1.   | «Rosanna» (Edit) | David Paich   | 4:02     |  |
| 2.   | «It's Feeling»   | Steve Porcaro | 3:06     |  |
| 7:08 |                  |               |          |  |

## Posición
| Lista                     | Mejor posición |
| ------------------------- | -------------- |
| Mega Charts, Países Bajos | 3              |
| UK Singles Chart          | 12             |
| U.S. Billboard Hot 100    | 2              |

| Lista                  | Mejor posición |
| ---------------------- | -------------- |
| Alemania Singles chart | 24             |
| ARIA Charts            | 16             |
| México Charts          | 15             |

| Lista                              | Mejor posición |
| ---------------------------------- | -------------- |
| Adulto Contemporáneo Charts        | 17             |
| Mainstream Rock                    | 8              |
| Top canciones de la década de 1980 | 149            |

- Datos: Q525539